# Phrudocentra senescens
Phrudocentra senescens är en fjärilsart som beskrevs av Louis Beethoven Prout 1917. Phrudocentra senescens ingår i släktet Phrudocentra, och familjen mätare. Inga underarter finns listade.